# Cosina maculata
Cosina maculata är en insektsart som beskrevs av Peter Esben-Petersen 1918. 
Cosina maculata ingår i släktet Cosina och familjen myrlejonsländor. Inga underarter finns listade i Catalogue of Life.